# 好东西
《好东西》（英語：Her Story）是一部由《爱情神话》导演邵艺辉编导的中国大陆剧情片，宋佳、钟楚曦、曾慕梅和章宇领衔主演，赵又廷、周野芒特别出演，2024年11月22日在中国大陆正式上映。

## 剧情
单亲妈妈王铁梅带着女儿王茉莉搬到新家后，从事新媒体编辑工作，认识了担任乐队主唱的邻居小叶、鼓手小马。铁梅鼓励女儿跟小马学习打鼓。渐渐地，铁梅与小马互生情愫，却引起前夫的嫉妒和不满，前夫试图通过树立维护女权的形象来恢复与妻女的家庭关系。另一边小叶与胡医生产生了一段情感纠葛。

## 角色
| 演員   | 角色   | 介紹                 |
| 宋佳   | 王铁梅 | 单亲妈妈，媒体人     |
| 钟楚曦 | 小叶   | 乐队主唱             |
| 曾慕梅 | 王茉莉 | 小学生，王铁梅女儿   |
| 章宇   | 小马   | 乐队鼓手             |
| 赵又廷 |        | 王铁梅前夫，网约司机 |
| 周野芒 |        | 大楼保安             |
| 任彬   | 小胡   | 眼科医生             |

## 制作
2024年3月18日，剧组在上海开机，并发布概念海报。本片是《爱情神话》平行篇，电影延续了《爱情神话》里“立足女性视角，关注女性困境”的内容主题，传递“爱世界的前提是爱自己”的观点。
在被媒体问到《好东西》和《爱情神话》是否有相似或不同的地方时，邵艺辉回答道:“相同之处在于，它们都没有很强的戏剧性,都是日常生活的提炼。不同的地方是，《好东西》更侧重在展现女性独特的、不同于男性的生命体验上，同时也包含了我这两年阶段性的反思和观察，有很多关于女人、小孩和两性的思考。我希望在《好东西》中可以呈现出当代独立女性如何生活，如何快乐，如何获得意义感、价值感。”

## 发行
2024年10月11日，电影定档于11月22日全国上映。11月18日，在北京举行首映礼。11月19日，在成都路演。

## 票房
中国大陆首周三天取得1.42亿人民币票房夺冠；次周以2.3亿蝉联榜首；第三周和第四周分别以1.54亿、9072万蝉联冠军，最终票房为7.22亿元。北美收入52.9万美元，澳洲和新西兰分别获得14.3万和3.4万美元，德国与英国各取得7.3万和6.9万美元。
| 上一届： 《胜券在握》 | 2024年中国内地一周票房冠军 第47-50週 | 下一届： 《誤判》 |

## 评价
导演李少红：“真实展现了现代女性的状态和处境”；导演李玉：“《好东西》的幽默有一种治愈力量，但背后的主题却是严肃的。它放弃了苦难叙事，以真诚与创造力打动人心。”